# Панкратьев, Михаил Иванович
Михаи́л Ива́нович Панкра́тьев (4 ноября 1901, дер. Каблуково, Бежецкий уезд, Тверская губерния, Российская империя — 23 сентября 1974, г. Москва, СССР) — советский государственный деятель. Депутат Верховного Совета РСФСР 1-го созыва. Генерал-майор юстиции.

## Биография
С апреля 1917 по сентябрь 1918 — грузчик Московской Виндаво-Рыбинской железной дороги.
С сентября 1918 года — делопроизводитель Бежецкого уездного продовольственного комитета.
С марта 1920 по май 1921 — заведующий учётом и орготделом Бежецкого укома РКП (б).
С мая 1921 по ноябрь 1922 — инструктор и начальник организационной части политотдела 27-й дивизии.
С ноября 1922 по сентябрь 1923 — комиссар 81-го стрелкового полка, а с сентября 1923 — комиссар штаба 8-й стрелковой дивизии. С января 1925 по ноябрь 1925 — комиссар 22-го полка 8-й дивизии. С ноября 1925 по ноябрь 1926 — комиссар полка бронепоездов. С декабря 1925 по ноябрь 1929 — комиссар 110-го стрелкового полка
С 1929 года на прокурорской работе. С ноября 1929 — помощник военного прокурора Азербайджанской дивизии. С января 1930 — помощник военного прокурора корпуса. С апреля 1932 по март 1933 года — военный прокурор управления бригады железнодорожных войск.
В марте 1933 переведён в Главную военную прокуратуру РККА: прокурор отдела, помощник главного военного прокурора, начальник отдела.
С мая 1938 по май 1939 — прокурор РСФСР. С мая 1939 и по август 1940 года — прокурор СССР. На этой должности вступил в конфликт с Л. П. Берия, в частности выступал за продолжение репрессий и дважды писал докладные записки руководству о недопустимости прекращения дел против «врагов народа». Был снят с поста за неудачное начало кампании по борьбе с трудовыми преступлениями (Указ ПВС СССР от 26.06.1940). «Дело» Панкратьева и Рычкова (нарком юстиции СССР) рассматривалось в конце июля 1940 года на заседании Политбюро ЦК ВКП (б).
С октября 1940 по март 1942 — заместитель начальника управления военных трибуналов наркомата юстиции СССР.
С апреля 1942 по октябрь 1943 председатель военного трибунала Брянского фронта.
С октября 1943 — председатель военного трибунала 2-го Прибалтийского фронта. Был председательствующим на Рижском процессе 1946 года.
С мая 1945 по октябрь 1950 — председатель военного трибунала Прибалтийского военного округа.
После отставки работал в ДОСААФ.